# Karakorumpass
Der Karakorumpass (5575 m) ist der höchstgelegene Gebirgspass auf der alten Handelsstraße zwischen Leh (Ladakh im indischen Teil Kaschmirs) und Yarkant im Tarimbecken (Uigurisches Autonomes Gebiet Xinjiang der Volksrepublik China).
Der Pass liegt auf der Grenze des von Indien und China kontrollierten Territoriums in einer Region, deren Grenzen umstritten sind. Er ist auch von militärstrategischer Bedeutung für die Kontrolle des Siachen-Gletschers, der zwischen Pakistan und Indien umstritten ist. Zurzeit führt keine befahrbare Straße über die Passhöhe und der Pass ist für den Verkehr geschlossen.
Der Karakorumpass liegt nicht im Karakorum-Gebirge, sondern südöstlich davon, zwischen dem Dapsang-Plateau und den Aghil-Ketten. Auch der Karakorum Highway führt nicht über den Pass, sondern durch das gleichnamige Gebirge.

## Passhöhe
Der Pass bildet einen etwa 45 m breiten Sattel zwischen zwei Bergen. Auf der Höhe gibt es keine Vegetation. Der Pass ist infolge starker Winde meist frei von Eis und Schnee. Häufig treten Schneestürme auf. Traditionell hat die große Passhöhe immer einen hohen Tribut an Lasttieren gefordert; die Passstraße war bekannt dafür, dass sie von zahlreichen Skeletten und Knochen verendeter Lasttiere gesäumt war. Trotz alledem gilt der Karakorumpass als relativ leicht passierbar, da der Passanstieg auf beiden Seiten flach verläuft und die Passhöhe in der Regel eisfrei ist.

## Name
Der Name Karakorúm stammt aus dem Türkischen und bedeutet schwarzes Geröll. Der Name wurde später auf das benachbarte Gebirge übertragen.